# هنري ر. جاكسون
هنري ر. جاكسون (بالإنجليزية: Henry R. Jackson)‏ هو دبلوماسي أمريكي، ولد في 24 يوليو 1820 في أثينا في الولايات المتحدة، وتوفي في 23 مايو 1898 في سافانا في الولايات المتحدة.